# Henryk Stokłosa

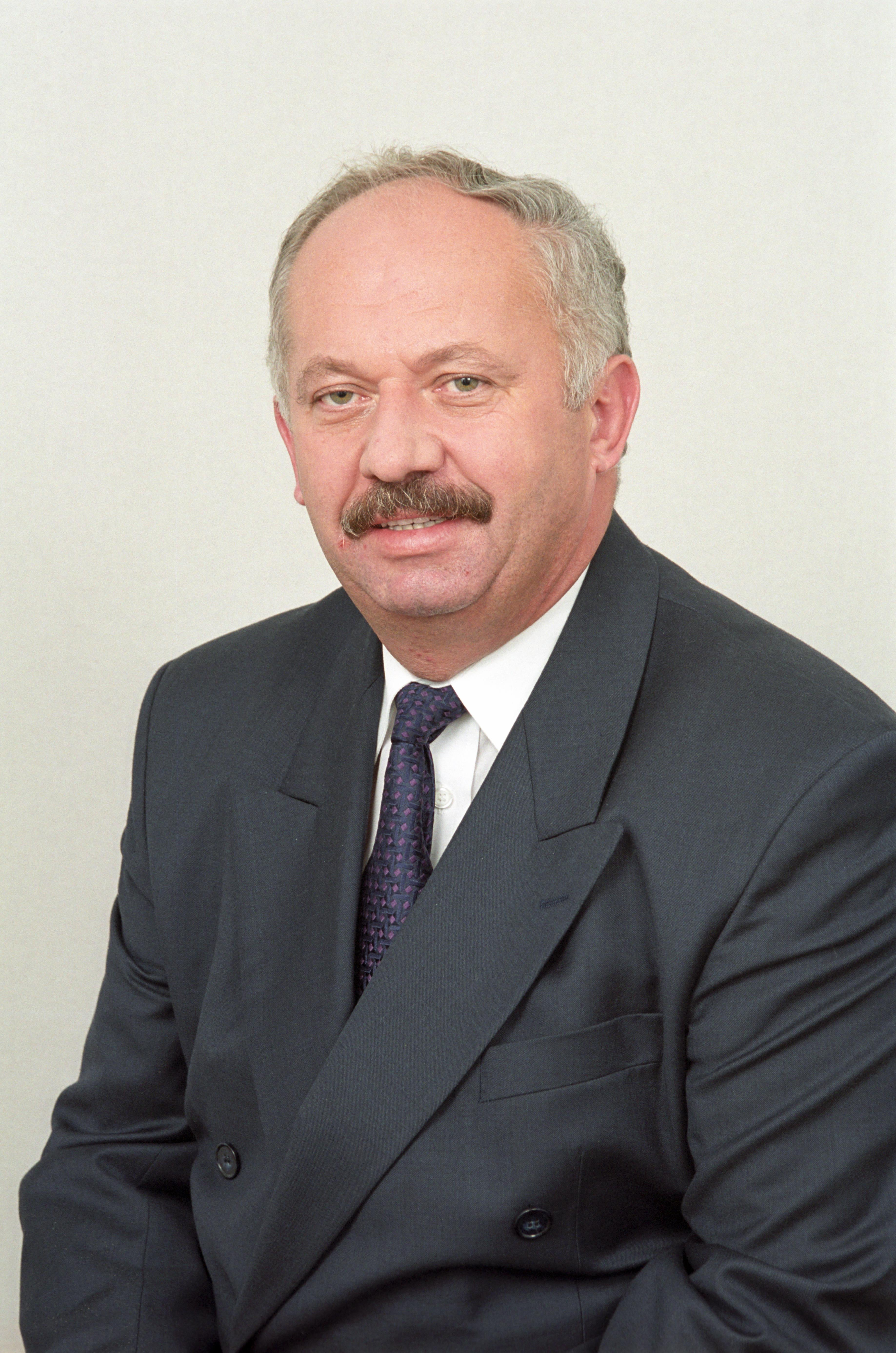
Henryk Stokłosa (2001)

Henryk Tadeusz Stokłosa (* 4. Januar 1949 in Lipiny) ist ein polnischer Unternehmer und Politiker. Er gehört zu den reichsten Polen. Sein Vermögen wurde in der jährlich aktualisierten Reichen-Liste der polnischen Ausgabe der Zeitschrift Forbes im Jahr 2013 auf rund 200 Millionen Euro geschätzt. Außerhalb Polens wurde er vor allem wegen gegen ihn erhobener Korruptions- und Steuerhinterziehungsvorwürfe bekannt, aufgrund derer er im Jahr 2007 in Deutschland verhaftet wurde. Im Februar 2013 wurde Stokłosa deshalb von einem Gericht in Posen zu acht Jahren Haft verurteilt; das Urteil wurde 2014 wegen Befangenheit der Richter und des Staatsanwalts aufgehoben. Die Neuverhandlung seines Falls endete 2021 mit einem Urteil über 15 Monate Gefängnis.

## Leben
Stokłosa stammt aus einer Bauernfamilie. Er schloss 1968 ein Technikum in Trzcianka ab. 1978 beendete er sein Studium an der Posener landwirtschaftlichen Hochschule Akademia Rolnicza im. Augusta Cieszkowskiego (heute: Uniwersytet Przyrodniczy, deutsch: Naturwissenschaftliche Universität). Während seines Studiums arbeitete er im staatlichen Maschinenzentrum (Państwowy Ośrodek Maszynowy) in Margonin und ab 1971 in der Tourismusbranche. Hier war er bei dem ebenfalls staatlichen Unternehmen Noteć (Wojewódzkie Przedsiębiorstwo Turystyczne „Noteć“) tätig. Er ist verheiratet und hat drei Söhne.

### Unternehmer
1981 gründete Stokłosa das Agrarunternehmen Farmutil (Przedsiębiorstwo Rolno-Spożywcze „Farmutil“ HS) in Smiełowo bei Piła, das sich auf die Herstellung von Dünger und die Beseitigung von Tierkadavern sowie Schlachthausabfällen spezialisierte. Im Laufe der Jahre weitete er seine Geschäftstätigkeit in der Agrarwirtschaft erheblich aus. Neben dem Erwerb umfangreichen Landbesitzes gründete bzw. übernahm er verschiedene Hersteller in der Verarbeitung land- und viehwirtschaftlicher Erzeugnisse. Außer der Zakład Rolniczo-Przemysłowy Farmutil-HS S.A. gehören heute Unternehmen wie Eko-Młyn (Getreidemühlen), Zakłady Mięsne Łmeat-Łuków S.A. (Fleischverarbeitung), Zakłady Drobiarskie „Koziegłowy“ Spółka z o.o. (Geflügelverarbeitung) oder Polskie Zakłady Zbożowe sp. z o.o. (Getreideverarbeitung) zu Stokłosas Unternehmensgruppe.
Außerdem betreibt er zwei Supermarktketten („Market Stogrosz“ und „Dom Handlowy Stokłosa“) und ist Besitzer lokaler Medien (ein Regionalzeitungsverlag und die Pilskie Radio i TV "100" Sp. z o.o.). Er gehört zu den wichtigsten Arbeitgebern in der Region und beschäftigt in seinen Unternehmen rund 7.000 Mitarbeiter. Mit einem Besitz von rund 16.000 Hektar landwirtschaftlicher Nutzfläche ist Stokłosa der größte private Landeigentümer Polens.
Die Farmutil war von 2007 bis 2009 Sponsor des Frauen-Volleyball-Sportvereins PTPS Piła. Der in der polnischen A-Serie spielende Club trug während dieser Zeit den Namen PTPS Farmutil Piła.

### Politiker
Mitte der 1970er war Stokłosa der kommunistischen Arbeiterpartei PZPR beigetreten. Im Jahr 1989 führte er als unabhängiger Kandidat eine aufwendige, von ihm finanzierte Wahlkampagne um einen Senatssitz im Wahlkreis Piła und konnte sich so knapp gegen den Kandidaten der NSZZ „Solidarność“ der Privatlandwirte, Piotr Baumgart, durchsetzen. Im ersten Senat Polens (I. Kadenz) der Dritten Polnischen Republik war er damit der einzige Senator, der nicht als Kandidat der „Solidarność“ gewählt wurde. Auch bei Folgewahlen konnte er sich in Piła mittels Einsatzes seiner erheblichen finanziellen Ressourcen stets als Wahlsieger durchsetzen. So zog er auch nach den Wahlen 1991 (II. Kadenz), 1993 (III. Kadenz), 1997 (IV. Kadenz) und 2001 (V. Kadenz) in den Senat ein. In den Jahren 2005 (VI. Kadenz) und 2007 (VII. Kadenz) wurde er nicht gewählt. Zum sechsten Mal konnte er im 2011 in den Senat einziehen; diese Wahl wurde von der polnischen Presse kritisch kommentiert.

### Gerichtsverfahren
Gegen Stokłosa wurde Mitte der 2000er Jahre vom Zentralen Antikorruptionsbüro CBA ermittelt. Ihm wurde in mehr als 20 Fällen Korruption vorgeworfen. Nach dem ermittelnden Warschauer Staatsanwalt hatten Mitarbeiter von Steuerbehörden über einen Zeitraum von zehn Jahren Steuervorschriften zugunsten Stokłosas interpretiert und dafür Bestechungsgelder oder Geschenke erhalten. Drei involvierte, leitende Mitarbeiter von Steuerbehörden wurden im Mai 2006 verhaftet. Die Ermittlungen, die auch vom Zentralen Ermittlungsbüro der polnischen Polizei (CBŚ) geführt wurden, schlossen Untersuchungen zu einer vermuteten Geschäftsbeziehung zwischen Stokłosa und dem stellvertretenden Landespolizeichef, Waldemar Jarczewski, ein. Dem wurde vorgeworfen, diese Ermittlungen mittels einer Beschwerde über den Leiter der CBŚ, Jarosław Marzec, beim damaligen Innenminister Ludwik Dorn stoppen zu wollen. Der Generalstaatsanwalt Janusz Kaczmarek sowie der Justizminister Zbigniew Ziobro stellten sich hinter Marzec. Ziobros Äußerung, Stokłosas Platz sei "hinter Gittern", wurde dem Minister als unzulässige Beeinflussung der Justizbehörden vorgehalten. In Folge trat der Chef der polnischen Polizei, Marek Bieńkowski, im Februar 2007 von seinem Posten zurück. Die interne Ermittlungsbehörde der Polizei teilte später mit, dass es keine Anhaltspunkte für einen Versuch Jarczewskis gäbe, auf die Ermittlungen gegen Stokłosa Einfluss genommen zu haben und auch sonst keine Kontakte zwischen den beiden nachweisbar sein.
Ab Ende 2006 war Stokłosa untergetaucht. Im Januar 2007 wurde von einem Warschauer Gericht ein europäischer Haftbefehl gegen ihn wegen Korruption erlassen.

#### Festnahme
Am 12. November 2007 wurde Stokłosa zufällig im Rahmen einer Routine-Verkehrskontrolle in Winsen bei Hamburg gefasst. Die Polizisten vollstreckten den vorliegenden Haftbefehl, obwohl der Unternehmer wahrheitswidrig behauptete, dass eine Festnahme seine Immunitätsrechte verletzte. Die Ehefrau Stokłosas appellierte am Abend im polnischen Fernsehen an die deutschen Justizbehörden, ihren unschuldigen Mann freizulassen. Das deutsche Gericht in Winsen bestätigte aber am Folgetag den Haftbefehl. Stokłosa forderte seine Auslieferung nach Polen. Am 19. Dezember erfolgte dann die Überstellung nach Polen und am 21. Dezember auf Anweisung des Landgerichtes in Posen eine Übernahme in polnische Haft.

#### Verfahrenseröffnung
Sein Verteidiger war der ehemalige Justizminister Zbigniew Ćwiąkalski, der allerdings kurz nach dessen Verhaftung von seinem Mandat zurücktrat. Das Oberlandesgericht in Posen hob am 23. Dezember 2008 den Haftbefehl des Landgerichts unter Auflage einer Zahlung einer Kaution von 3 Millionen Złoty sowie Abgabe des Reisepasses auf.

#### Beschwerde vor EGMR
Einer Beschwerde vom 2. Juli 2008 folgend urteilte die vierte Kammer des Europäischen Gerichtshofs für Menschenrechte unter der Vorsitzenden Ljiljana Mijović im Fall „Stokłosa ./. Polen“ (Nr. 32602/08) am 11. Oktober 2011, dass die Inhaftnahme des Angeklagten im Januar 2007 gegen Artikel 5 § 3 der Europäischen Menschenrechtskonvention verstoßen habe. Der damals entscheidende Warschauer Richter sei ein „Junior“-Richter (Assessorstatus) gewesen, der wegen seiner Abhängigkeit vom polnischen Justizministerium noch nicht über die notwendige richterliche Unabhängigkeit  verfügt habe.

#### Verurteilung
Der Prozess gegen Stokłosa begann am 1. Februar 2013 und endete am 28. Februar 2013. Ein Posener Gericht unter der Richterin Alina Siatecka verurteilte den Unternehmer in erster Instanz zu einer Haftstrafe von acht Jahren sowie einer Strafzahlung von 600.000 Złoty. Damit übertraf das Gericht noch die Forderung der Staatsanwaltschaft, die eine Haftstrafe von acht Jahren und Geldzahlung in Höhe von nur 500.000 Złoty gefordert hatte. Das Gericht sah es als erwiesen an, dass Stokłosa Mitarbeiter von Finanzbehörden bestochen und eigene Angestellte geschlagen habe. Die ebenfalls in der Anklageschrift genannte Umweltverschmutzung durch das rechtswidrige Vergraben von Tierkadavern wurde nicht berücksichtigt. Eine vom polnischen Finanzministerium geforderte Steuernachzahlung in Höhe von 15 Millionen Złoty konnte das Gericht mit Verweis auf die Korruption nicht aussprechen. Das Gericht verwies in der Urteilsbegründung einerseits auf die Schwere der Taten (gesellschaftlicher Schaden) wie auch die Sorgfalt des Verfahrens (in rund 80 Anhörungen wurden etwa 250 Zeugen gehört). Die Einlassung der Verteidigung des Angeklagten, die zum Ende des Verfahrens politische Gründe für das Verfahren verantwortlich machte, wurde im Richterspruch nicht gewürdigt. Der die Bestechungsgelder übergebende Mitarbeiter Stokłosas wurde zu zwei Jahren Haft auf Bewährung und ein vormaliger Präsident des Verwaltungsgerichtshofes in Posen wegen Bestechlichkeit und Vorteilsgewährung zu 18 Monaten Haft verurteilt. Das Urteil war nicht rechtskräftig, dennoch wurde wegen Fluchtgefahr Arrest angeordnet.
Ende März 2013 wurde Stokłosa auf Kautionsleistung in Höhe von 5 Millionen Złoty aus der Haft entlassen; die bereits im Dezember 2007 gestellten 3 Millionen Złoty wurden dabei angerechnet. Im April 2013 wurde, nach entsprechender Klage, entschieden, dass sich ein am Verfahren gegen Stokłosa beteiligter Richter für die Bekanntgabe dessen Krankheit entschuldigen muss.

#### Aufhebung des Urteils und neuer Prozess
2014 hob das Posener Appellationsgericht das Urteil auf. Ausschlaggebend dafür waren heimlich aufgenommene Mitschnitte von Gesprächen mehrerer Prozessbeteiligter des ersten Verfahrens, darunter dreier Richter, die sich in vermeintlich privatem Rahmen abfällig über Stokłosa und Mitarbeiter seiner Firma geäußert hatten. Auch hatte der ermittelnde Staatsanwalt versucht, eine Zeugin zu beeinflussen; in deren Handy war eine Wanze montiert worden. Verdächtigt wurde als Täter ein Journalist eines von Stokłosa finanzierten lokalen TV-Senders, doch konnte dieser Verdacht nicht bewiesen werden. Die Publikationen über die abgehörten Gespräche führten dazu, dass das übergeordnete Gericht sämtliche Justizvertreter des ersten Verfahrens für befangen erklärte. Das Verfahren wurde an die erste Instanz zurückgegeben. Als die erneuten Ermittlungen 2015 begannen, stellte sich heraus, dass ein Teil der Korruptionsvorwürfe mittlerweile verjährt war.
Das erneute Gerichtsverfahren fand erst 2021 statt. Aus der langen Liste der Anklagepunkte des allerersten Verfahrens war nur einer übriggeblieben: die Bestechung eines mittlerweile verstorbenen Direktors des Finanzministeriums in Warschau. Stokłosa wurde zu 15 Monaten Gefängnis verurteilt. Da seine  Untersuchungshaft von 2007 und 2008 angerechnet wurde, blieben nur 21 Tage Gefängnis übrig. Sowohl die Verteidigung als auch die Staatsanwaltschaft fochten dieses Urteil an, doch das Posener Appellationsgericht bestätigte es 2022. Die Staatsanwaltschaft Warschau-Praga, die jahrelang gegen Stokłosa ermittelt hatte, verzichtete darauf, das Oberste Gericht als letzte Instanz anzurufen.